# Planète d'hélium

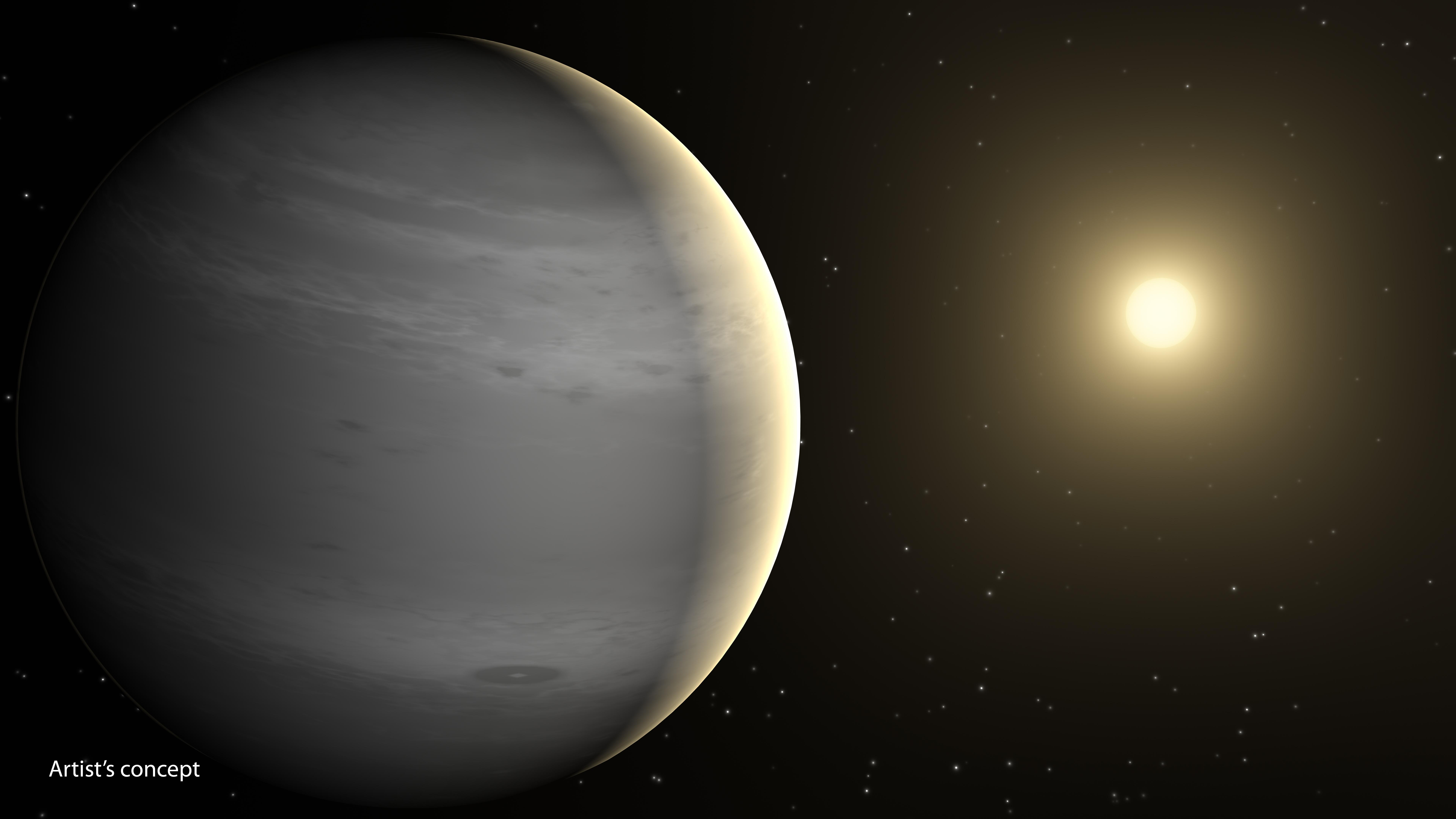
Vue d'artiste d'une éventuelle planète d'hélium.

Une planète d'hélium est une planète qui serait constituée principalement d'hélium. Elle se distinguerait en ce sens des autres géantes gazeuses qui, à l'image de Jupiter et Saturne, sont constituées principalement d'hydrogène, l'hélium étant un élément secondaire présent en bien moindre quantité. Les planètes de cette catégorie pourraient se former par perte de masse d'une naine blanche peu massive. Une planète d'hélium pourrait se former dans un environnement où tout l'hydrogène a déjà été transformé en hélium ou en d'autres éléments plus lourds par la fusion nucléaire. Cette classe de planètes demeure à ce jour (septembre 2013) hypothétique.

## Origine
Un scénario proposé pour la formation de tels objets implique un système d'étoiles binaire symbiotique de type AM CVn composée de deux naines blanches à cœur d'hélium entourées d'un disque d'accrétion d'hélium circumbinaire formé lors du transfert de masse de la moins massive à la plus massive des naines blanches. Après avoir perdu le plus gros de sa masse, la naine blanche la moins massive pourrait avoir une masse approchant celle d'une planète.

## Caractéristiques
Pour une même masse, les planètes d'hélium auraient un diamètre similaire à celui des planètes hydrogène-hélium.